# Euagridae
Euagridae Raven, 1979 è una famiglia di ragni migalomorfi appartenente all'ordine Araneae.

## Distribuzione
I 13 generi oggi noti di questa sottofamiglia sono diffusi in Australia, Africa, Stati Uniti, America centrale, Asia centrale e Taiwan.

## Tassonomia
Descritta inizialmente da uno studio di Raven del 1979 come tribù dal nome Euagrini, è stata  elevata al rango di sottofamiglia (Euagrinae) dallo stesso Raven (1985a).
Di recente, a seguito del corposo lavoro dell'aracnologa Opatova et al., del 2020, è stata costituita in famiglia con l'attuale denominazione ed è stata anche suddivisa in 2 sottofamiglie:
- Euagrinae Raven, 1979 (che comprende i generi Euagrus, Caledothele, Chilehexops, Leptothele, Phyxioschema e Vilchura)
- Australothelinae Bond, Opatova & Hedin, 2020 (che comprende i generi Allothele, Australothele, Carrai, Cethegus, Namirea e Stenygrocercus)

Attualmente, a dicembre 2020, si compone di 13 generi e 86 specie:
- Allothele Tucker, 1920 — Africa (5 specie)
- Australothele Raven, 1984 — Australia (7 specie)
- Caledothele Raven, 1991 — Australia (7 specie)
- Carrai Raven, 1984 — Nuovo Galles del Sud (1 specie)
- Cethegus Thorell, 1881 — Australia (12 specie)
- Chilehexops Coyle, 1986[2] — Cile, Argentina (3 specie)
- Euagrus Ausserer, 1875 — dall'Arizona alla Costa Rica, Africa meridionale, Taiwan (22 specie)
- Leptothele Raven & Schwendinger, 1995[2] — Thailandia (1 specie)
- Malayathele Schwendinger, 2020 - Penisola malese (4 specie)
- Namirea Raven, 1984 — Australia (7 specie)
- Phyxioschema Simon, 1889 — Asia centrale (8 specie)
- Stenygrocercus Simon, 1892 — Nuova Caledonia (6 specie)
- Vilchura Ríos-Tamayo & Goloboff, 2017 [2] — Cile (1 specie)

## Generi trasferiti e inglobati
- Microhexura Crosby & Bishop, 1925[3] — USA (2 specie)